# Ghulam Ishaq Khan Institute of Engineering Sciences and Technology
Le Ghulam Ishaq Khan Institute of Engineering Sciences and Technology ou Institut des sciences et techniques de l'ingénieur Ghulam Ishaq Khan (en ourdou : غلام اسحاق خان انسٹیٹیوٹ) est un établissement d'enseignement supérieur privé pakistanais situé à Topi, dans le district de Swabi et province de Khyber Pakhtunkhwa.
Il a été fondé en 1993 et est nommé d'après le président Ghulam Ishaq Khan.